# 野村アグリプランニング&アドバイザリー
野村アグリプランニング&アドバイザリー（のむらアグリプランニング&アドバイザリー）は、東京都千代田区に本社を置くアグリビジネス企業。
株主は野村ホールディングス株式会社（100％）である。

## 概要

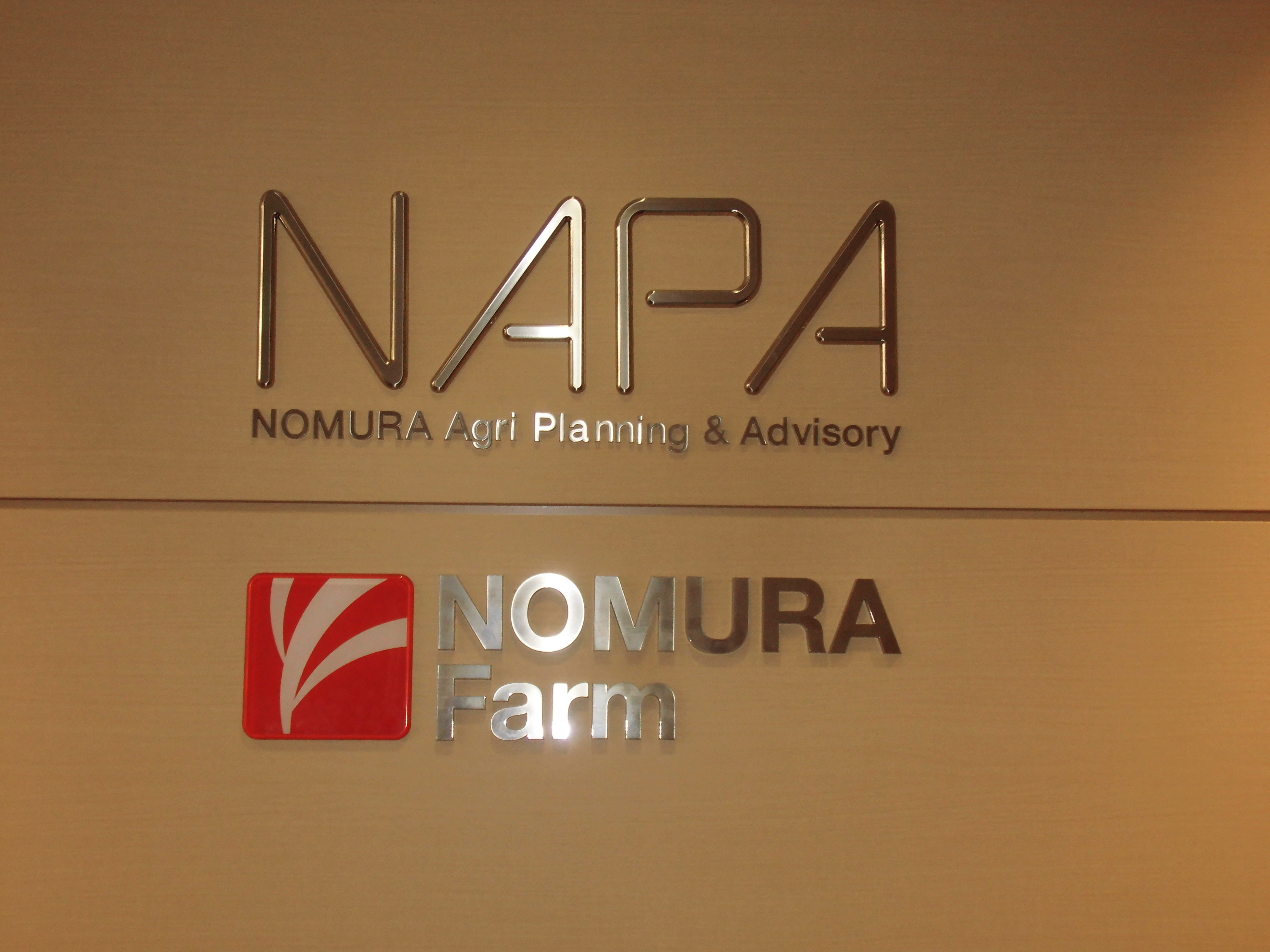
野村アグリプランニング＆アドバイザリー
野村ファーム

証券会社としてタッチしてこなかった分野、農林水産業を軸とした「アグリビジネス」を将来の可能性が大きいと判断し、2010年に農業に参入。
2011年に、千葉県と北海道に農業生産法人を設立した。

### 業務協力先
- 青森銀行[1]。
- 秋田銀行[2]。
- 岩手銀行[3]。
- 山形銀行
- 七十七銀行
- 足利銀行
- 東邦銀行
- 千葉銀行
- 京葉銀行
- 武蔵野銀行[4]。
- 第四銀行[5]。
- 八十二銀行[6]。
- 北陸銀行
- 滋賀銀行[7]。
- 京都銀行[8]。
- 紀陽銀行[9]。
- 百五銀行[10]。
- 山陰合同銀行[11]。
- 中国銀行[12]。
- 伊予銀行[13]。
- 肥後銀行
- 大分銀行
- 十八銀行[14]。
- 鹿児島銀行
- 琉球銀行
- 日本政策金融公庫農林水産事業本部

## 沿革
- 2010年（平成22年）- 10月、野村ホールディングスがアグリビジネスに特化した子会社として設立。合わせて農産物生産事業を行う「野村ファーム株式会社」も設立[15]。
- 2011年（平成23年）- 2月7日、日本政策金融公庫農林水産事業本部との業務協力に関する覚書を締結[16]。
  - 5月12日、10地域金融機関と農業・アグリビジネスによる地域振興に関する覚書を締結した[17]。
  - 7月26日、野村ファームが株式会社和郷と共同で農業生産法人「野村和郷ファーム株式会社」を設立[18]。
  - 11月1日、野村ファームが株式会社武蔵野種苗園と共同で農業生産法人「野村ファーム北海道株式会社」を設立[19]。